# Cordell Hull
Cordell Hull (2. října 1871 Olympus – 23. července 1955 Washington, D.C.) byl americký politik. Stal se nejdéle sloužícím ministrem zahraničních věcí USA v historii; tuto funkci zastával 11 let (1933–1944) ve vládě Franklina D. Roosevelta během velké části druhé světové války. V roce 1945 získal Nobelovu cenu za mír za svůj podíl na vzniku OSN; prezident Roosevelt ho nazýval otcem Spojených národů.